# Aleksandr Glazunov
Aleksandr Konstantinovitj Glazunov, född 10 augusti 1865 i Sankt Petersburg, död 21 mars 1936 i Neuilly-sur-Seine, var en rysk kompositör, dirigent och konservatorielärare.

## Biografi
Glazunov studerade komposition för Nikolaj Rimskij-Korsakov. Han skrev som 16-åring sin första symfoni. Den spelades 1882 inför Milij Balakirev och 1884 inför Franz Liszt i Weimar. Glazunov blev 1899 professor i instrumentering vid Sankt Petersburgs musikkonservatorium. Han lämnade tjänsten i en sympatiaktion, efter att Rimskij-Korsakov hade avskedats i samband med Ryska revolutionen 1905. Ett halvår senare återvände han, nu som direktör, då konservatoriernas ställning hade stärkts och han kvarstod där till 1912. Under tiden 1928-1936 dirigerade han egna kompositioner på olika platser i Europa och Amerika. Han vistades mestadels i Paris.
Glazunov har komponerat de flesta musikformer utom opera, bland annat 8 symfonier, 5 sviter, 6 ouvertyrer, serenader, fantasier samt kammarmusik, sånger och baletter. Hans rikt flödande om än ojämna kompositörsskap var mindre nationellt präglat än den övriga ryska författargenerationens.
Till Glazunovs mera kända verk hör den symfoniska dikten Stenka Razin och en violinkonsert i a-moll. Tillsammans med Rimskij-Korsakov fullbordade han Borodins opera Furst Igor.

## Utmärkelser
- 1907 Hedersdoktor vid Oxfords universitet
- 1928 Utländsk ledamot nr 264 av Kungliga Musikaliska Akademien i Stockholm

## Verkförteckning (urval)
- Symfonier
  - Symfoni nr 1 i E-dur, op. 5 (1880–82)
  - Symfoni nr 2 i fiss-moll op. 16 (1886)
  - Symfoni nr 3 i D-dur, op. 33 (1890)
  - Symfoni nr 4 i Ess-dur, op. 48 (1893)
  - Symfoni nr 5 i B-dur, op. 55 (1895)
  - Symfoni nr 6 i c-moll, op. 58 (1896)
  - Symfoni nr 7 i F-dur, op. 77 (1902)
  - Symfoni nr 8 i Ess-dur, op. 83 (1905/06)
  - Symfoni nr 9 i d-moll, utan opus (en sats i fragment, 1904–10)
- Andra orkesterverk
  - 2 ouvertyrer över grekiska teman (nr 1 i g-moll, op. 3, 1881–84; nr 2 i D-dur, op. 6, 1881–85)
  - Suite caractéristique, op. 9 (1881–87)
  - Stenka Razin, symfonisk dikt, op. 13 (1885)
  - 2 konsertvalser (nr 1 i D-dur, op. 47, 1893; nr 2 i F-dur, op. 51, 1894)
  - Ballad i F-dur, op. 78 (1902)
  - Aus dem Mittelalter, svit, op. 79 (1901/02)
- Konserter
  - Violinkonsert i a-moll, op. 82 (1904)
  - Pianokonsert nr 1 f-moll, op. 92 (1910/11)
  - Pianokonsert nr 2 i H-dur, op. 100 (1917)
  - Chant du Menestrel för cello och orkester, op. 71 (1900)
  - Concerto ballata i C-dur för cello och orkester, op. 108 (1931)
  - Saxofonkonsert i Ess-dur, op. 109 (1934)
  - Rêverie i Dess-dur för horn och kammarorkester, op. 24 (1890)
- Scenmusik
  - Raimonda, balett, op. 57 (1896/97)
  - Les Ruses d'Amour, balett, op. 61 (1898)
  - Die Jahreszeiten, balett, op. 67 (1898/99)
  - Der König der Juden, skådespelsmusik, op. 95 (1913)
- Kammarmusik
  - Stråkkvartett nr 1 i D-dur, op. 1 (1881/82)
  - Stråkkvartett nr 2 i F-dur, op. 10 (1883/84)
  - Stråkkvartett nr 3 i G-dur (Quatuor slave), op. 26 (1886–88)
  - Stråkkvartett nr 4 i a-moll, op. 64 (1894)
  - Stråkkvartett nr 5 i d-moll, op. 70 (1898)
  - Stråkkvartett nr 6 i B-dur, op. 106 (1920/21)
  - Stråkkvartett nr 7 i C-dur, op. 107 (1930)
  - 5 novelletter för stråkkvartett, op. 15 (1881)
  - Stråkkvintett i A-dur, op. 39 (1891/92)
  - Kvartett i B-dur, op. 109 för fyra saxofoner (1932)
  - Elegie för viola och piano i g-moll, op. 44 (1893)
- Pianomusik
  - Sonat nr 1 i b-moll, op. 74 (1900/01)
  - Sonat nr 2 i e-moll, op. 75 (1901)
- Orgelmusik
  - Preludium och fuga nr 1 i D-dur, op. 93 (1906/07)
  - Preludium och fuga nr 2 i d-moll, op. 98 (1914)
  - Fantasi i g-moll, op. 110 (1934/35)

## Diskografi (urval)
- Symfonier nr 1-8; Mazurka op. 18; Ot Mraka Ka Svetu op. 53; Ballade op. 78. BBC National Orchestra of Wales, Tadaaki Otaka, dirigent. BIS CD 1663/4. 5 CD. 1995-1998.[3]